# Aleksiej Biekietow

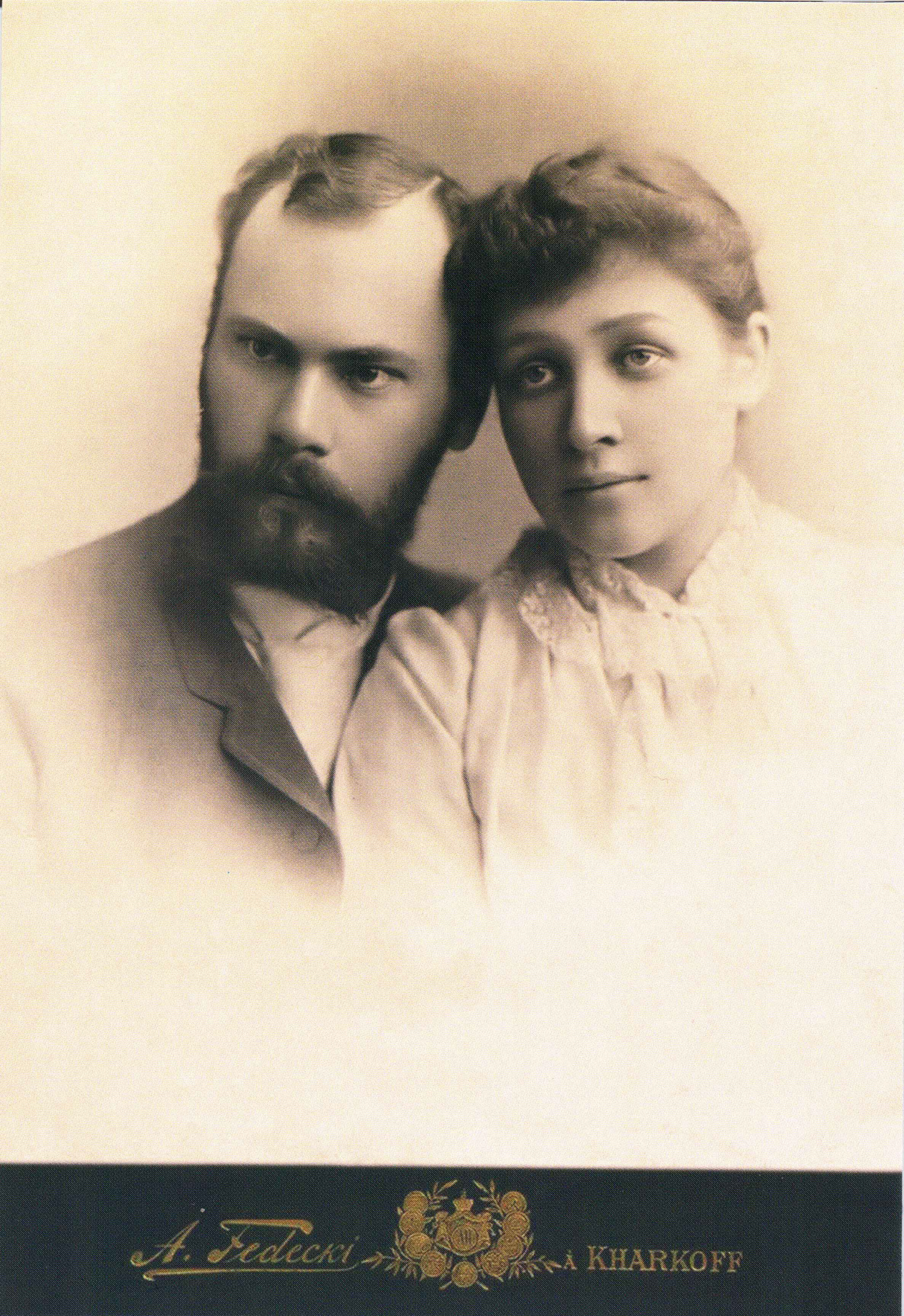
Zdjęcie z żoną (1890)

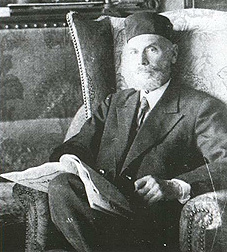
Zdjęcie z lat 20. XX wieku

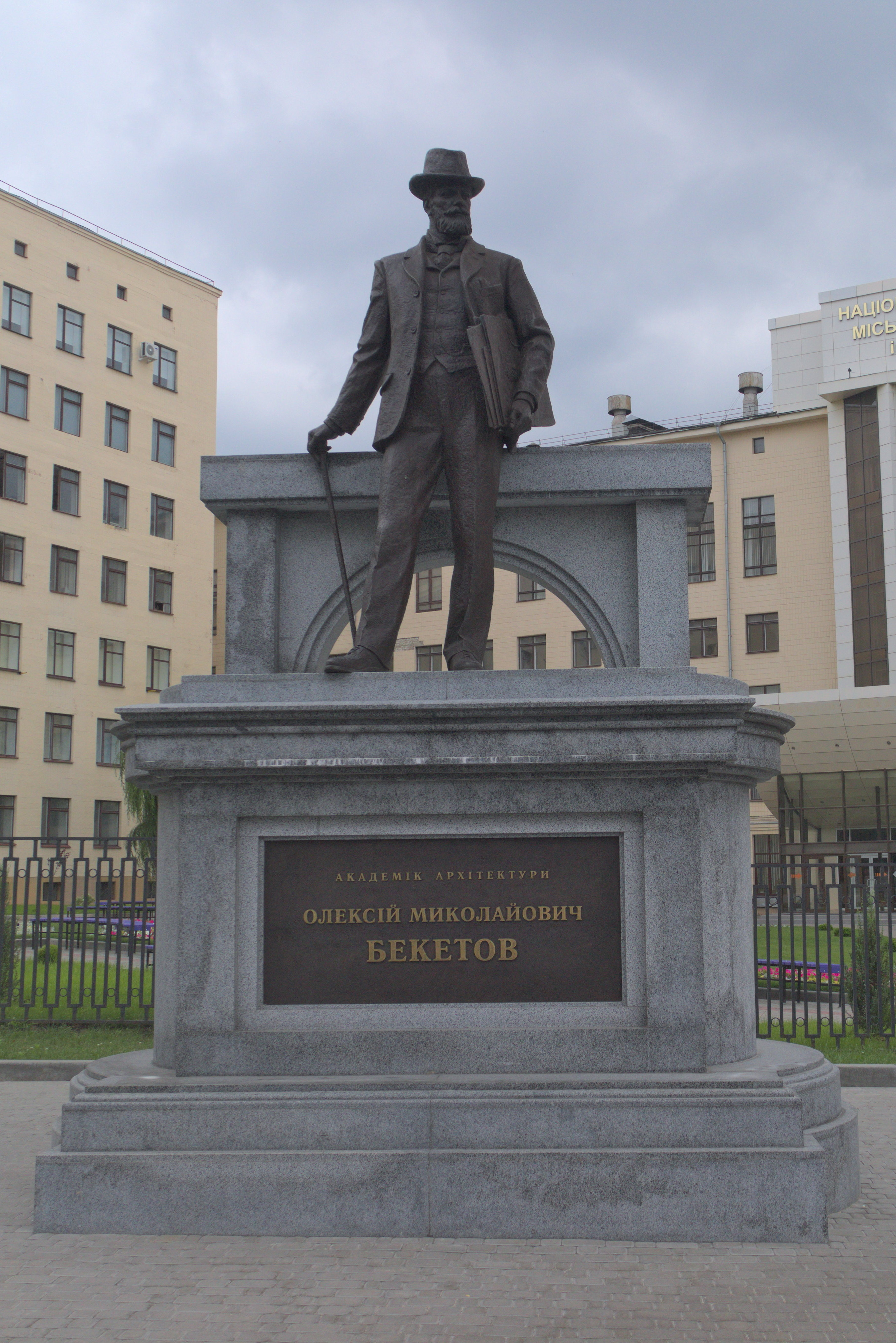
Pomnik Biekietowa w Charkowie

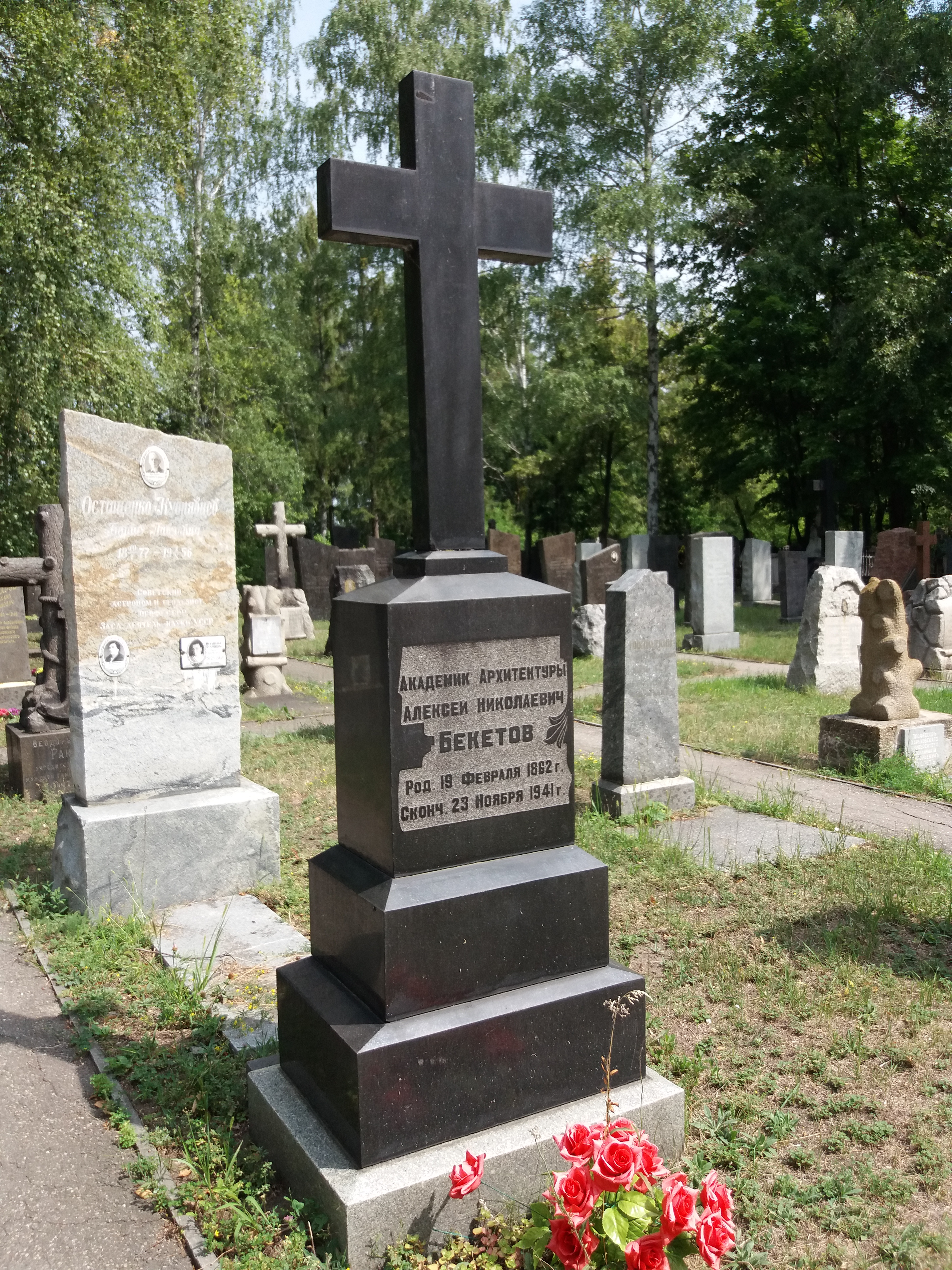
Grób w Charkowie

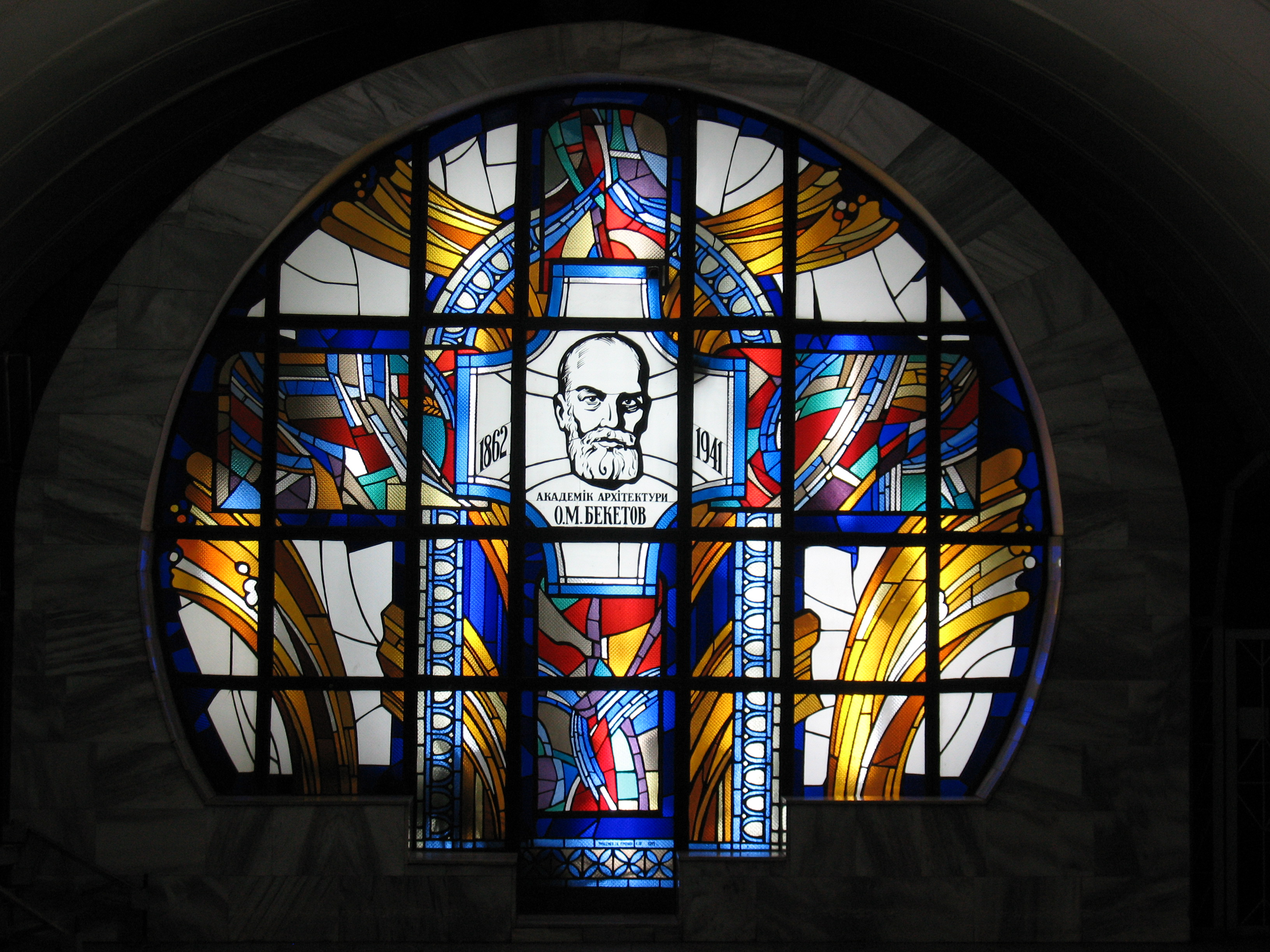
Witraż z portretem na stacji metra "Architektora Beketowa" w Charkowie

Aleksiej Nikołajewicz Biekietow (ros. Алексей Николаевич Бекетов; ukr. Олексій Миколайович Бекетов; ur. 19 lutego?/3 marca 1862 w Charkowie, zm. 23 listopada 1941 tamże) – ukraińsko-rosyjski architekt i urbanista, akademik architektury, członek Cesarskiej Akademii Sztuk w Petersburgu oraz oddziału tej instytucji w Charkowie, członek Cesarskiego Rosyjskiego Towarzystwa Technicznego, Akademii Architektury ZSRR, honorowy pracownik artystyczny ZSRR, członek Związku Architektów: Wszechzwiązkowego, Republikańskiego i Charkowskiego.

## Życiorys

### Wczesne lata
Pochodził z rodziny chemika, akademika Nikołaja Biekietowa (1827–1911), współtwórcy nowoczesnej chemii fizycznej. Dzieciństwo spędził w Charkowie, gdzie ukończył też pierwszą szkołę rysunku i malarstwa. Studiował również w prywatnej szkole artystycznej Marii Rajewskiej-Iwanowej. Będąc pod wpływem środowiska akademickiego, jak również studiując książki z zasobnie wyposażonej biblioteki domowej, otrzymał wszechstronne wykształcenie, które stało się podstawą jego profesjonalnej wiedzy. Architekturę studiował w Petersburgu, na Cesarskiej Akademii Sztuk (1882-1888). Przyswoił tu sobie, później szeroko stosowane, dyscyplinę kompozycyjną, logikę projektowania zarówno planów, jak i fasad oraz poszanowanie tradycji klasycznej. Jego praca dyplomowa nosiła tytuł Dworce w kąpieliskach nad Morzem Czarnym (1888). Otrzymał za nią złoty medal akademicki.

### Przed rewolucją październikową
Po ukończeniu studiów, w 1889 powrócił do Charkowa. Pierwszym twórczym sukcesem młodego architekta było zwycięstwo w zamkniętym konkursie na projekt nowego budynku charkowskiej Szkoły Handlowej (1889–1901). W 1894 ukończył pracę na stopień akademika architektury zatytułowaną Biblioteka na półtora miliona tomów z galerią wielkich ludzi i muzeum numizmatycznym. Za wybitne osiągnięcia w architekturze Akademia Sztuk Pięknych w Sankt Petersburgu przyznała mu tytuł akademika architektury i wybrała go pełnoprawnym członkiem Akademii. Szybko rozwijający się Charków przeżywał wówczas boom budowlany i przyciągał zarówno przedsiębiorców, jak i architektów, którzy mieli tu duże możliwości realizacji swych dzieł. Według projektów Biekietowa wzniesiono w Charkowie około pięćdziesiąt budynków, z których większość znajduje się przy centralnych placach i ulicach miasta. Wykonane w różnych stylach, odznaczające się częstokroć dużą skalą budynki, są do dziś dominantami lub ważnymi składnikami centralnych zespołów urbanistycznych.
Jednym z najważniejszych kierunków w pracy architekta były budynki szkolne i edukacyjne. Było to spowodowane nie tylko rozwojem Charkowa jako intelektualnej stolicy południa Imperium Rosyjskiego, ale także tradycjami rodziny, dla której praca w dziedzinie edukacji była jedną z najważniejszych spraw publicznych. Wspierając te idee, architekt zaprojektował instytucje edukacyjne także dla innych miast, m.in. Diecezjalną Szkołę Kobiet w Lubnym (1907), Wyższą Szkołę Górniczą w Jekaterynosławiu (1912), czy budynki w Biełgorodzie. Projekty najważniejszych budynków, które służyły edukacji społecznej Charkowa (Biblioteka Publiczna z lat 1899-1901, czy Charkowska Szkółka Niedzielna  z 1896 – obecna sala wystawowa charkowskiego Muzeum Sztuki), zostały wykonane przez niego bezpłatnie. Wiele jego realizacji powstało przy największym zespole w centrum Charkowa – Placu Mikołajewkim (obecnie Plac Konstytucji). Budowano tu według jego projektów obiekty banków: Ziemskiego (1896–1897), Handlowego (1899), Wołga-Kama (1906–1907) i Azow-Don (1894–1896). Zaprojektował też budynki produkcyjne i osadę zakładu metalurgicznego, który zapoczątkował miasto Ałczewsk. Zgodnie z jego planami zrealizowano budynki Charkowskiego Towarzystwa Medycznego i Instytutu Pasteura (1911–1913, obecnie II Instytut Badawczy Miecznikowa), Instytutu Handlowego (1914–1916) i zbudowano budynek sądu (1899–1902, obecnie Sąd Apelacyjny Obwodu Charkowskiego), niezachowany kościół Narodzenia Pańskiego (1896–1912) oraz schronisko dla sierot (1913–1915). Projektował też architekturę rezydencjonalną, np. rezydencje rodziny Ałczewskich (1891–1893), Biekietowów (1897, obecnie Dom Naukowców w Charkowie), Ignaticzewskich (1912–1914, obecnie Muzeum Sztuki w Charkowie), Markowów (1899-1901), Pisniaczewskich (1902-1903) i innych. Bezpośrednio przed rewolucją październikową pracował głównie w Jekaterynosławiu, Rostowie nad Donem i Nowoczerkasku. Na przełomie XIX i XX wieku miasta te przeżyły boom budowlany. Zaprojektował budynki Departamentu Kolejnictwa w Jekaterynosławiu (1903–1905), Sądu w Nowoczerkasku (1904–1909), Banku Wołga-Kama w Rostowie nad Donem (1910), jak również liczne obiekty na Krymie.

### Po rewolucji październikowej
Rewolucja poważnie zmieniła życie Charkowa, który w 1917 stał się stolicą Ukrainy sowieckiej. W związku z tym w mieście zaplanowano zakrojone na szeroką skalę działania na rzecz odbudowy, w których uczestniczył także Biekietow. Jednak w 1934, kiedy stolicę przeniesiono do Kijowa, wiele planów pozostało bez realizacji. Mimo to Biekietow dużo projektował wówczas na wybrzeżu Morza Czarnego. Budowa kurortów, która rozpoczęła się po 1917, stała się jednym z priorytetów w jego pracach. Interesował go los Krymu, który popadł w ruinę w latach rewolucji i wojny domowej. W latach 1926–1933, według jego projektu zbudowano sanatorium chłopskie w Odessie, w latach 1933–1939 dom wypoczynkowy dla pracowników fundacji Gławspirt w Ałuszcie, a w 1936 hotel Rica w Gagrze. Wskazywał też rozwiązania transportowe dla Krymu. Pracował również w dziedzinie projektowania standardowego. Poświęcił dużo czasu na prace nad obiektami o konstrukcji masowej, głównie dla pracowników w Donbasie. Według jego projektów wybudowano miejscowości Kadijewka i Gorłówka. Oprócz domów dla pracowników w Donbasie opracował kilka typowych projektów szkolnych, których masową budowę wdrożono wraz z wprowadzeniem na początku lat 30. XX wieku ustawy o edukacji ogólnej. W 1936 stworzył też typowy projekt mieszkaniowy dla miasta Baku. W okresie porewolucyjnym zaprojektował m.in. budynek Wydziału Elektrycznego Charkowskiego Instytutu Technologicznego (1921–1929), budynek mieszkalny Kolei Południowej (1925–1936), konkursowe projekty budynku przemysłu państwowego (1925), kamienicę pracowników Centralnego Komitetu KPZR w Kijowie (1935).
Przekazywał swoją wiedzę, umiejętności i doświadczenia innym architektom i studentom, poświęcając dużą część czasu na nauczanie. Działalność pedagogiczną rozpoczął 1 września 1889 w Instytucie Technologicznym w Charkowie, a w 1898 otrzymał tytuł profesora. Jako nauczyciel architektury i sztuki budowlanej pracował też w innych instytucjach edukacyjnych w Charkowie. W 1939 został zatwierdzony jako pełnoprawny członek Akademii Architektury ZSRR i otrzymał stopień doktora architektury. 21 stycznia 1941 Prezydium Rady Najwyższej Ukraińskiej SRR przyznało mu tytuł honorowego artysty Ukraińskiej SRR.
Zajmował się również malarstwem pejzażowym – szczególnie znane są jego krymskie krajobrazy morskie.

## Upamiętnienie
Zmarł w Charkowie. Większość jego twórczości jest zachowana do dzisiaj. Jego uczeń, Iwan Ignatkin, który pracował jako dziekan wydziału architektonicznego Charkowskiego Instytutu Technologicznego był autorem pierwszej książki o jego działalności (1949). Oprócz tego ukazała się jego autobiografia. W 1996 powstała w Charkowie poświęcona mu ekspozycja muzealna oraz ustanowiono Stypendium im. Biekietowa. Jego imieniem nazwana jest jedna ze stacji charkowskiego metra.

## Literatura
- Балишев М.А., Голубкіна Г.С. Фонд особового походження О.М.Бекетова у Центральному державному науково-технічному архіві України (до 155-річчя від дня народження зодчого). Архіви України. 2017. №3-4. С. 130-139.